# Amada enemiga
Amada enemiga es una telenovela mexicana producida por Carlos Sotomayor para Televisa, salió al aire por el Canal de las Estrellas en México y algunos días después fue lanzada por la cadena de habla hispana Univisión para el verano del 1997. Está basada en la radionovela "Cuando la rival es una hija" de Inés Rodena.
Esta protagonizada por Dominika Paleta, Susana Dosamantes y Enrique Ibáñez, cuenta con las participaciones antagónicas de Guillermo Murray y Cecilia Gabriela, además de la actuación estelar de la primera actriz María Rubio.

## Sinopsis
Regina y Cecilia conocen a Héctor y Samuel en Los Ángeles. Alonso inmediatamente se siente atraído por Regina y, aunque a ella también le atrae, trata de poner una barrera. A Cecilia le conviene esta situación porque pretende chantajear a Regina.
Samuel se enamora de Regina sin saber que es casada, hasta que, por azares del destino, se entera de que es la esposa de Esteban y la madre de Jessica, lo que le causa una gran desilusión.
Cecilia, quien siempre ha envidiado a Regina, interviene en complicidad con Mauricio para que Samuel y Regina se frecuenten, ya que esto podría provocar la muerte de Esteban. De esta manera, Mauricio podría administrar sus negocios.
Regina renuncia al amor que siente por Samuel para no prejudicar a Esteban. Por su parte, Jessica para no hacer sufrir a su padre, rechaza a Mauricio y asegura estar enamorada de Alonso, relación que su padre aprueba produciendo en Regina un gran dolor.
En las vidas de Jessica y Regina surgirán conflictos que las enfrentarán. Sólo el amor de madre e hija podrá vencer los obstáculos que les prepara el destino para que ambas encuentren la felicidad y dejen de ser enemigas.

## Elenco
- Dominika Paleta - Jessica Quijano Proal
- Susana Dosamantes - Regina Proal de Quijano
- Enrique Ibáñez - Samuel
- Guillermo Murray - Esteban Quijano
- Cecilia Gabriela - Cecilia Sandoval
- Hugo Acosta - Héctor
- Eduardo Noriega - Arcadio Lubo
- María Rubio - Reinalda Proal
- Roberto Palazuelos - Mauricio Martinez
- Mauricio Aspe - Jorge Pruneda
- Rocío Sobrado - Rebeca Sandoval
- Teo Tapia - Alejandro
- Lucero Lander - Alicia Benitez
- Kenia Gazcón - Gilda Moreno
- Mariet Rodríguez - Alexandra Pruneda
- Israel Jaitovich - Francisco
- Vanessa Villela - Sara
- Carmen Amezcua - Elena Moreno
- Amara Villafuerte - Felisa
- Fabián Robles - Marcos Benitez
- Zully Keith - Rita de Pruneda
- Irlanda Mora - Fernanda
- Marco Uriel - Emiliano
- Martha Zamora - Malena
- Carlos Bracho - Abelardo
- Gustavo Negrete

## Equipo de producción
- Historia original de: Eduardo Quiroga, Lorena Salazar
- Basada en una idea de: Inés Rodena
- Tema original: Amada enemiga
- Autor: Ramón Caudet
- Musicalizador: Jesús Blanco
- Escenografía: Felipe López
- Ambientación: Rosalba Santoyo
- Diseño de vestuario: Dulce Penetré, Roxana Martínez
- Diseño de imagen: Mike Salas
- Editores: Ángel Domínguez, Omar Blanco
- Director de cámaras: Carlos Sánchez Ross
- Director de cámaras en locación: Armando Zafra
- Director en locación: Sergio Cataño
- Coordinador general: Antonio Arvizu
- Director de escena: José Acosta Navas
- Productor asociado: Rafael Urióstegui
- Productor: Carlos Sotomayor

## Versiones
- La primera versión de esta historia fue la telenovela Mi rival, realizada en 1973 por Televisa bajo la producción y dirección de Valentín Pimstein y protagonizada por Saby Kamalich, Lola Beltrán y Enrique Álvarez Félix.
- En 2026 Televisa hará una nueva versión modernizada bajo el nombre Mi Rival producida por Carmen Armendáriz teniendo como protagonistas a Alejandra Barros, Sebastián Rulli y Ela Velden.